# Giovanni Lorenzo (Boxer)
Giovanni Lorenzo (* 13. Oktober 1980 in San Cristóbal) ist ein Profiboxer aus der Dominikanischen Republik. Er lebt und trainiert in den Vereinigten Staaten.

## Amateurkarriere
Lorenzo gewann jeweils eine Bronzemedaille im Weltergewicht bei den Panamerikanischen Juniorenmeisterschaften 1997 in Medellín und den Panamerikanischen Juniorenmeisterschaften 1998 in Toluca de Lerdo. Er unterlag dabei in den Halbfinalkämpfen gegen die Kubaner Roberto Guerra bzw. Glendys Hernandez.
Im November 1998 nahm er an den Junioren-Weltmeisterschaften in Buenos Aires teil, wo er im Achtelfinale gegen Miguel Espino aus den USA verlor. Im Mai 1999 gewann er die Goldmedaille bei den Zentralamerika- und Karibikmeisterschaften in Mexiko. Im August 1999 musste er sich im Viertelfinale der Panamerikanischen Spiele in Winnipeg, dem Kanadier Jeremy Molitor geschlagen geben.
Im Oktober 1999 gewann er das 2. José Cheo Aponte Turnier in Caguas, bei dem er Joel Salas aus den USA, Junior Greenidge aus Barbados und Gilbert Rodriguez aus Puerto Rico besiegte. Im Juni 2000 konnte er zudem die amerikanische Olympiaqualifikation in Buenos Aires für sich entscheiden. Er siegte dabei im Halbfinale erneut gegen Junior Greenidge und im Finale gegen Ryan Savage aus Kanada.
Daraufhin nahm er im Weltergewicht an den Olympischen Sommerspielen 2000 in Sydney teil. Nach einem Sieg gegen Usman Ullah Khan aus Pakistan, unterlag er im Achtelfinale gegen Steven Küchler aus Deutschland. Im Juni 2001 startete er im Halbmittelgewicht noch bei den Weltmeisterschaften in Belfast, wo er in der zweiten Vorrunde gegen Marat Baktibasarow aus Kasachstan ausschied.

## Profikarriere
Lorenzo wurde 2002 in den USA Profi und gewann 26 Kämpfe in Folge, davon 18 durch Knockout. Dabei besiegte er unter anderem den ungeschlagenen Dennis Sharpe (17-0) und den Armenier Archak Termeliksetian (15-2) jeweils vorzeitig und gewann im April 2005 auch den Dominikanischen Meistertitel im Mittelgewicht.
Am 21. Juni 2008 boxte er in einem Titeleliminator der IBF gegen Raúl Márquez (40-3), unterlag diesem jedoch in Hollywood (Florida) über zwölf Runden nach Punkten. Durch einen anschließenden K.-o.-Sieg gegen den Kolumbianer Dionisio Miranda (19-3) erhielt er schließlich noch eine IBF-WM-Chance. Dabei kämpfte er am 19. September 2009 in Neubrandenburg gegen Sebastian Sylvester (31-3) um den vakanten Titel, den Arthur Abraham niedergelegt hatte um ins Supermittelgewicht aufzusteigen. Lorenzo verlor den Kampf durch eine 2:1 Richterentscheidung nach Punkten.
Nach zwei folgenden K.-o.-Siegen erhielt er am 4. September 2010 in Köln eine weitere WM-Chance im Mittelgewicht. Er boxte dabei um die WBA-Weltmeisterschaft gegen Felix Sturm (33-2), verlor jedoch erneut über zwölf Runden nach Punkten. Die Chance auf einen möglichen Rückkampf, verpasste er durch eine weitere Punktniederlage im April 2011 gegen Hassan N’Dam N’Jikam (25-0).
Im August 2012 musste er zudem eine Punktniederlage gegen Sam Soliman (41-11) hinnehmen, welcher anschließend auf Platz 1 der IBF-Weltrangliste geführt wurde. Am 19. August 2013 unterlag er nach Punkten gegen Daniel Jacobs (25-1).
Am 11. April 2014 verlor er in Las Vegas vorzeitig gegen Gilberto Sánchez (27-0).